# パイロットウイングス リゾート
『パイロットウイングス リゾート』（Pilotwings Resort）は、2011年4月14日に任天堂より発売されたニンテンドー3DS用のソフトウェアである。ヨーロッパでは同年3月25日、アメリカでは同年3月27日に発売された。

## 概要
空を舞台に、飛行機やロケットベルト、ハンググライダーを操縦して与えられた課題をクリアしていくスカイスポーツシミュレーションゲーム。『パイロットウイングス』シリーズの3作目にあたり、1996年に発売された前作『パイロットウイングス64』以来、約15年振りの新作となる。Electronic Entertainment Expo 2010において、開発が発表された。
プレイヤーキャラクターとして、自分で作った「Mii」を操作する。Wii用ソフトの『Wii Sports Resort』に登場した「ウーフーアイランド」が舞台となっており、同じステージを複数のゲームに登場させることに関しては、以前から宮本茂が「アイランド構想」として披露していた。

## 乗り物
飛行機
スピード感がある乗り物。ブースト（加速）、ターン（旋回）、ローリング（回転）、背面飛行などができる。離着水が可能な水上機で機体・ゲームシステムは『Wii Sports Resort』のスカイレジャーと同じ。また、『Wii Sports Resort』と同様に海や湖などに着水出来るが地面や溶岩への着地は不可能。
ロケットベルト
細やかなコントロールができる乗り物。ジェット噴射の勢いを調節できたり、ホバリング（空中停止）できる。
ハンググライダー
風を利用して、ゆったりと移動ができる。上昇気流にうまく乗るのがコツ。飛行中に写真撮影ができる。
ジェット機
ミッションフライトを進めると乗ることが出来るようになる。通常の飛行機より、速いスピードで飛行できる。本機も水上機。
スーパーロケットベルト
ミッションフライトを進めると乗ることが出来るようになる。通常のロケットベルトより、ジェット噴射の勢いがパワーアップしている。
ペダルグライダー
ミッションフライトを進めると乗ることが出来るようになる。通常のハンググライダーと異なり、自転車が合体しペダルを漕いでスピードを上げることができる。